# G-Eazy/Auszeichnungen für Musikverkäufe

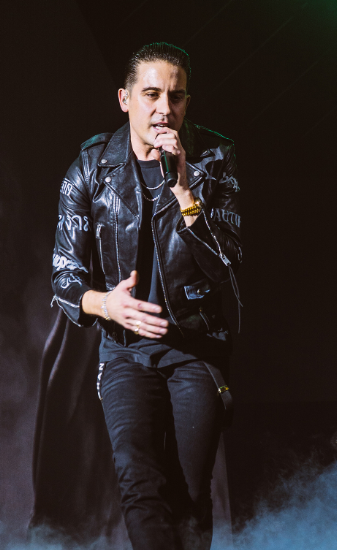
G-Eazy (2018)

Dies ist eine Übersicht über die Auszeichnungen für Musikverkäufe des US-amerikanischen Rappers G-Eazy. Die Auszeichnungen finden sich nach ihrer Art (Gold, Platin usw.), nach Staaten getrennt in chronologischer Reihenfolge, geordnet sowie nach den Tonträgern selbst, ebenfalls in chronologischer Reihenfolge, getrennt nach Medium (Alben, Singles usw.), wieder.

## Auszeichnungen
| - Vereinigtes Königreich - 2019: für das Album When It’s Dark Out - 2019: für die Single Good Life - 2020: für die Single I Mean It - 2020: für das Lied Same Bitches - 2024: für die Single Tumblr Girls - 2025: für die Single Still Be Friends - Belgien - 2018: für die Single Him & I - Brasilien - 2024: für das Lied Same Bitches - Dänemark - 2019: für die Single Good Life - 2020: für die Single You Don’t Own Me - 2020: für die Single I Mean It - 2020: für das Album The Beautiful & Damned - 2021: für das Album These Things Happen - 2022: für die Single No Limit - Deutschland - 2018: für die Single Good Life - 2023: für die Single I Mean It - 2023: für die Single No Limit - Frankreich - 2024: für das Album The Beautiful & Damned - Italien - 2016: für die Single You Don’t Own Me - 2017: für die Single Good Life - Kanada - 2016: für die Single Make Me… - 2018: für die Single Drifting - 2018: für die Single Order More - 2018: für die Single Sober - 2019: für das Album These Things Happen - 2019: für die Single Tumblr Girls - 2019: für das Lied Let’s Get Lost - 2022: für das Album These Things Happen Too - 2022: für die Single Hate the Way - Mexiko - 2019: für die Single You Don’t Own Me - 2022: für die Single Make Me… - Neuseeland - 2018: für das Lied Calm Down - 2019: für das Lied Same Bitches - Österreich - 2016: für die Single Him & I - 2016: für die Single Me, Myself & I - Polen - 2023: für die Single No Limit - Portugal - 2019: für die Single Him & I - 2019: für die Single Me, Myself & I - Schweiz - 2019: für die Single You Don’t Own Me - Spanien - 2024: für die Single Him & I - Vereinigte Staaten - 2018: für die Single Almost Famous - 2018: für die Single Lotta That - 2019: für die Single Been On - 2019: für die Single Sober - 2020: für die Single West Coast - 2021: für die Single Wobble Up - 2021: für das Lied One of Them - 2021: für das Lied Remember You - 2021: für das Lied The Beautiful & Damned - 2021: für das Lied The Plan - 2022: für das Lied 90210 - Vereinigtes Königreich - 2021: für die Single No Limit | - Australien - 2018: für die Single No Limit - 2018: für die Single Good Life - 2024: für das Lied Same Bitches - Belgien - 2016: für die Single Me, Myself & I - Chile - 2017: für die Single Me, Myself & I - Dänemark - 2019: für das Album When It’s Dark Out - 2023: für die Single Him & I - Italien - 2024: für die Single Him & I - Japan - 2024: für das Streaming Good Life - Kanada - 2017: für das Album When It’s Dark Out - 2018: für die Single Some Kind of Drug - 2019: für das Album The Beautiful & Damned - 2019: für die Single 1942 - 2019: für das Lied Calm Down - 2022: für die Single Moana - Neuseeland - 2018: für das Album When It’s Dark Out - 2019: für das Album The Beautiful & Damned - 2019: für die Single Good Life - 2020: für die Single Some Kind of Drug - 2020: für die Single I Mean It - 2024: für das Album These Things Happen - Niederlande - 2016: für die Single Me, Myself & I - Norwegen - 2019: für das Album The Beautiful & Damned - 2019: für das Album When It’s Dark Out - Polen - 2017: für das Album When It’s Dark Out - 2024: für das Album The Beautiful & Damned - 2024: für das Album These Things Happen - Schweden - 2016: für die Single You & Me - 2018: für die Single Him & I - Schweiz - 2018: für die Single No Limit - 2019: für die Single Him & I - Spanien - 2016: für die Single Me, Myself & I - Vereinigte Staaten - 2016: für die Single You Don’t Own Me - 2018: für das Album These Things Happen - 2018: für die Single Make Me… - 2018: für die Single Order More - 2018: für die Single Some Kind of Drug - 2018: für das Lied Let’s Get Lost - 2019: für das Album The Beautiful & Damned - 2019: für die Single 1942 - 2019: für die Single Drifting - 2019: für die Single Tumblr Girls - 2019: für das Lied Calm Down - 2021: für die Single Far Alone - 2021: für die Single Good Life - 2021: für das Lied Random - 2021: für das Lied Same Bitches - 2021: für die Single You Got Me - 2022: für die Single Still Be Friends - Vereinigtes Königreich - 2016: für die Single You Don’t Own Me - 2021: für die Single Him & I - Deutschland - 2018: für die Single Me, Myself & I - 2023: für die Single Him & I | - Australien - 2016: für die Single Me, Myself & I - 2018: für die Single Him & I - Dänemark - 2022: für die Single Me, Myself & I - 2024: für die Single Share That Love - Italien - 2016: für die Single Me, Myself & I - Kanada - 2018: für die Single I Mean It - 2019: für die Single You Don’t Own Me - 2021: für das Lied Same Bitches - 2022: für die Single Still Be Friends - 2025: für die Single Good Life - Neuseeland - 2020: für die Single You Don’t Own Me - 2022: für die Single Him & I - Norwegen - 2020: für die Single Him & I - Polen - 2017: für die Single You Don’t Own Me - Schweiz - 2018: für die Single Me, Myself & I - Vereinigte Staaten - 2021: für das Album When It’s Dark Out - Vereinigtes Königreich - 2024: für die Single Me, Myself & I - Kanada - 2019: für die Single Him & I - Neuseeland - 2023: für die Single You & Me - 2023: für die Single No Limit - Norwegen - 2019: für die Single Me, Myself & I - Polen - 2021: für die Single Him & I - Schweden - 2016: für die Single Me, Myself & I - Vereinigte Staaten - 2018: für die Single I Mean It - 2021: für die Single Him & I - Australien - 2019: für die Single You Don’t Own Me - Kanada - 2019: für die Single No Limit - Neuseeland - 2025: für die Single Me, Myself & I - Polen - 2016: für die Single Me, Myself & I - Kanada - 2019: für die Single Me, Myself & I - Vereinigte Staaten - 2021: für die Single Me, Myself & I - 2021: für die Single No Limit - Frankreich - 2024: für die Single Him & I |

## Auszeichnungen nach Alben

### These Things Happen
| Land/Region               | Auszeichnungen für Musikverkäufe (Land/Region, Auszeichnung, Verkäufe) | Verkäufe  |
| ------------------------- | ---------------------------------------------------------------------- | --------- |
| Dänemark (IFPI)           | Gold                                                                   | 10.000    |
| Kanada (MC)               | Gold                                                                   | 40.000    |
| Neuseeland (RMNZ)         | Platin                                                                 | 15.000    |
| Polen (ZPAV)              | Platin                                                                 | 20.000    |
| Vereinigte Staaten (RIAA) | Platin                                                                 | 1.000.000 |
| Insgesamt                 | 2× Gold · 3× Platin ·                                                  | 1.085.000 |

### When It’s Dark Out
| Land/Region                  | Auszeichnungen für Musikverkäufe (Land/Region, Auszeichnung, Verkäufe) | Verkäufe  |
| ---------------------------- | ---------------------------------------------------------------------- | --------- |
| Dänemark (IFPI)              | Platin                                                                 | 20.000    |
| Kanada (MC)                  | Platin                                                                 | 80.000    |
| Neuseeland (RMNZ)            | Platin                                                                 | 15.000    |
| Norwegen (IFPI)              | Platin                                                                 | 20.000    |
| Polen (ZPAV)                 | Platin                                                                 | 20.000    |
| Vereinigte Staaten (RIAA)    | 2× Platin                                                              | 2.000.000 |
| Vereinigtes Königreich (BPI) | Silber                                                                 | 60.000    |
| Insgesamt                    | 1× Silber · 7× Platin ·                                                | 2.215.000 |

### The Beautiful & Damned
| Land/Region               | Auszeichnungen für Musikverkäufe (Land/Region, Auszeichnung, Verkäufe) | Verkäufe  |
| ------------------------- | ---------------------------------------------------------------------- | --------- |
| Dänemark (IFPI)           | Gold                                                                   | 10.000    |
| Frankreich (SNEP)         | Gold                                                                   | 50.000    |
| Kanada (MC)               | Platin                                                                 | 80.000    |
| Neuseeland (RMNZ)         | Platin                                                                 | 15.000    |
| Norwegen (IFPI)           | Platin                                                                 | 20.000    |
| Polen (ZPAV)              | Platin                                                                 | 20.000    |
| Vereinigte Staaten (RIAA) | Platin                                                                 | 1.000.000 |
| Insgesamt                 | 2× Gold · 5× Platin ·                                                  | 1.195.000 |

### These Things Happen Too
| Land/Region | Auszeichnungen für Musikverkäufe (Land/Region, Auszeichnung, Verkäufe) | Verkäufe |
| ----------- | ---------------------------------------------------------------------- | -------- |
| Kanada (MC) | Gold                                                                   | 40.000   |
| Insgesamt   | 1× Gold ·                                                              | 40.000   |

## Auszeichnungen nach Singles

### Been On
| Land/Region               | Auszeichnungen für Musikverkäufe (Land/Region, Auszeichnung, Verkäufe) | Verkäufe |
| ------------------------- | ---------------------------------------------------------------------- | -------- |
| Vereinigte Staaten (RIAA) | Gold                                                                   | 500.000  |
| Insgesamt                 | 1× Gold ·                                                              | 500.000  |

### Far Alone
| Land/Region               | Auszeichnungen für Musikverkäufe (Land/Region, Auszeichnung, Verkäufe) | Verkäufe  |
| ------------------------- | ---------------------------------------------------------------------- | --------- |
| Vereinigte Staaten (RIAA) | Platin                                                                 | 1.000.000 |
| Insgesamt                 | 1× Platin ·                                                            | 1.000.000 |

### Almost Famous
| Land/Region               | Auszeichnungen für Musikverkäufe (Land/Region, Auszeichnung, Verkäufe) | Verkäufe |
| ------------------------- | ---------------------------------------------------------------------- | -------- |
| Vereinigte Staaten (RIAA) | Gold                                                                   | 500.000  |
| Insgesamt                 | 1× Gold ·                                                              | 500.000  |

### Tumblr Girls
| Land/Region                  | Auszeichnungen für Musikverkäufe (Land/Region, Auszeichnung, Verkäufe) | Verkäufe  |
| ---------------------------- | ---------------------------------------------------------------------- | --------- |
| Kanada (MC)                  | Gold                                                                   | 40.000    |
| Vereinigte Staaten (RIAA)    | Platin                                                                 | 1.000.000 |
| Vereinigtes Königreich (BPI) | Silber                                                                 | 200.000   |
| Insgesamt                    | 1× Silber · 1× Gold · 1× Platin ·                                      | 1.240.000 |

### I Mean It
| Land/Region                  | Auszeichnungen für Musikverkäufe (Land/Region, Auszeichnung, Verkäufe) | Verkäufe  |
| ---------------------------- | ---------------------------------------------------------------------- | --------- |
| Dänemark (IFPI)              | Gold                                                                   | 45.000    |
| Deutschland (BVMI)           | Gold                                                                   | 200.000   |
| Kanada (MC)                  | 2× Platin                                                              | 160.000   |
| Neuseeland (RMNZ)            | Platin                                                                 | 30.000    |
| Vereinigte Staaten (RIAA)    | 3× Platin                                                              | 3.000.000 |
| Vereinigtes Königreich (BPI) | Silber                                                                 | 200.000   |
| Insgesamt                    | 1× Silber · 2× Gold · 6× Platin ·                                      | 3.635.000 |

### Lotta That
| Land/Region               | Auszeichnungen für Musikverkäufe (Land/Region, Auszeichnung, Verkäufe) | Verkäufe |
| ------------------------- | ---------------------------------------------------------------------- | -------- |
| Vereinigte Staaten (RIAA) | Gold                                                                   | 500.000  |
| Insgesamt                 | 1× Gold ·                                                              | 500.000  |

### You Don’t Own Me
| Land/Region                  | Auszeichnungen für Musikverkäufe (Land/Region, Auszeichnung, Verkäufe) | Verkäufe  |
| ---------------------------- | ---------------------------------------------------------------------- | --------- |
| Australien (ARIA)            | 4× Platin                                                              | 280.000   |
| Dänemark (IFPI)              | Gold                                                                   | 45.000    |
| Italien (FIMI)               | Gold                                                                   | 25.000    |
| Kanada (MC)                  | 2× Platin                                                              | 160.000   |
| Mexiko (AMPROFON)            | Gold                                                                   | 30.000    |
| Neuseeland (RMNZ)            | 2× Platin                                                              | 60.000    |
| Polen (ZPAV)                 | 2× Platin                                                              | 40.000    |
| Schweiz (IFPI)               | Gold                                                                   | 15.000    |
| Vereinigte Staaten (RIAA)    | Platin                                                                 | 1.000.000 |
| Vereinigtes Königreich (BPI) | Platin                                                                 | 600.000   |
| Insgesamt                    | 4× Gold · 12× Platin ·                                                 | 2.255.000 |

### Me, Myself & I
| Land/Region                  | Auszeichnungen für Musikverkäufe (Land/Region, Auszeichnung, Verkäufe) | Verkäufe   |
| ---------------------------- | ---------------------------------------------------------------------- | ---------- |
| Australien (ARIA)            | 2× Platin                                                              | 140.000    |
| Belgien (BRMA)               | Platin                                                                 | 30.000     |
| Chile (IFPI)                 | Platin                                                                 | 80.000     |
| Dänemark (IFPI)              | 2× Platin                                                              | 180.000    |
| Deutschland (BVMI)           | 3× Gold                                                                | 600.000    |
| Frankreich (SNEP)            | —                                                                      | 23.700     |
| Italien (FIMI)               | 2× Platin                                                              | 100.000    |
| Kanada (MC)                  | 6× Platin                                                              | 480.000    |
| Neuseeland (RMNZ)            | 4× Platin                                                              | 120.000    |
| Niederlande (NVPI)           | Platin                                                                 | 40.000     |
| Norwegen (IFPI)              | 3× Platin                                                              | 180.000    |
| Österreich (IFPI)            | Gold                                                                   | 15.000     |
| Polen (ZPAV)                 | 4× Platin                                                              | 80.000     |
| Portugal (AFP)               | Gold                                                                   | 5.000      |
| Schweden (IFPI)              | 3× Platin                                                              | 120.000    |
| Schweiz (IFPI)               | 2× Platin                                                              | 60.000     |
| Spanien (Promusicae)         | Platin                                                                 | 40.000     |
| Vereinigte Staaten (RIAA)    | 7× Platin                                                              | 7.000.000  |
| Vereinigtes Königreich (BPI) | 2× Platin                                                              | 1.200.000  |
| Insgesamt                    | 3× Gold · 42× Platin ·                                                 | 10.493.700 |

### You Got Me
| Land/Region               | Auszeichnungen für Musikverkäufe (Land/Region, Auszeichnung, Verkäufe) | Verkäufe  |
| ------------------------- | ---------------------------------------------------------------------- | --------- |
| Vereinigte Staaten (RIAA) | Platin                                                                 | 1.000.000 |
| Insgesamt                 | 1× Platin ·                                                            | 1.000.000 |

### Drifting
| Land/Region               | Auszeichnungen für Musikverkäufe (Land/Region, Auszeichnung, Verkäufe) | Verkäufe  |
| ------------------------- | ---------------------------------------------------------------------- | --------- |
| Kanada (MC)               | Gold                                                                   | 40.000    |
| Vereinigte Staaten (RIAA) | Platin                                                                 | 1.000.000 |
| Insgesamt                 | 1× Gold · 1× Platin ·                                                  | 1.040.000 |

### Order More
| Land/Region               | Auszeichnungen für Musikverkäufe (Land/Region, Auszeichnung, Verkäufe) | Verkäufe  |
| ------------------------- | ---------------------------------------------------------------------- | --------- |
| Kanada (MC)               | Gold                                                                   | 40.000    |
| Vereinigte Staaten (RIAA) | Platin                                                                 | 1.000.000 |
| Insgesamt                 | 1× Gold · 1× Platin ·                                                  | 1.040.000 |

### You & Me
| Land/Region       | Auszeichnungen für Musikverkäufe (Land/Region, Auszeichnung, Verkäufe) | Verkäufe |
| ----------------- | ---------------------------------------------------------------------- | -------- |
| Neuseeland (RMNZ) | 3× Platin                                                              | 90.000   |
| Schweden (IFPI)   | Platin                                                                 | 40.000   |
| Insgesamt         | 4× Platin ·                                                            | 130.000  |

### Make Me…
| Land/Region               | Auszeichnungen für Musikverkäufe (Land/Region, Auszeichnung, Verkäufe) | Verkäufe  |
| ------------------------- | ---------------------------------------------------------------------- | --------- |
| Kanada (MC)               | Gold                                                                   | 40.000    |
| Mexiko (AMPROFON)         | Gold                                                                   | 30.000    |
| Vereinigte Staaten (RIAA) | Platin                                                                 | 1.000.000 |
| Insgesamt                 | 2× Gold · 1× Platin ·                                                  | 1.070.000 |

### Some Kind of Drug
| Land/Region               | Auszeichnungen für Musikverkäufe (Land/Region, Auszeichnung, Verkäufe) | Verkäufe  |
| ------------------------- | ---------------------------------------------------------------------- | --------- |
| Kanada (MC)               | Platin                                                                 | 80.000    |
| Neuseeland (RMNZ)         | Platin                                                                 | 30.000    |
| Vereinigte Staaten (RIAA) | Platin                                                                 | 1.000.000 |
| Insgesamt                 | 3× Platin ·                                                            | 1.110.000 |

### Good Life
| Land/Region                  | Auszeichnungen für Musikverkäufe (Land/Region, Auszeichnung, Verkäufe) | Verkäufe  |
| ---------------------------- | ---------------------------------------------------------------------- | --------- |
| Australien (ARIA)            | Platin                                                                 | 70.000    |
| Dänemark (IFPI)              | Gold                                                                   | 45.000    |
| Deutschland (BVMI)           | Gold                                                                   | 200.000   |
| Italien (FIMI)               | Gold                                                                   | 25.000    |
| Kanada (MC)                  | 2× Platin                                                              | 160.000   |
| Neuseeland (RMNZ)            | Platin                                                                 | 30.000    |
| Vereinigte Staaten (RIAA)    | Platin                                                                 | 1.000.000 |
| Vereinigtes Königreich (BPI) | Silber                                                                 | 200.000   |
| Insgesamt                    | 1× Silber · 3× Gold · 5× Platin ·                                      | 1.730.000 |

### No Limit
| Land/Region                  | Auszeichnungen für Musikverkäufe (Land/Region, Auszeichnung, Verkäufe) | Verkäufe  |
| ---------------------------- | ---------------------------------------------------------------------- | --------- |
| Australien (ARIA)            | Platin                                                                 | 70.000    |
| Dänemark (IFPI)              | Gold                                                                   | 45.000    |
| Deutschland (BVMI)           | Gold                                                                   | 200.000   |
| Kanada (MC)                  | 4× Platin                                                              | 320.000   |
| Neuseeland (RMNZ)            | 3× Platin                                                              | 90.000    |
| Polen (ZPAV)                 | Gold                                                                   | 25.000    |
| Schweiz (IFPI)               | Platin                                                                 | 20.000    |
| Vereinigte Staaten (RIAA)    | 7× Platin                                                              | 7.000.000 |
| Vereinigtes Königreich (BPI) | Gold                                                                   | 400.000   |
| Insgesamt                    | 4× Gold · 16× Platin ·                                                 | 8.170.000 |

### Him & I
| Land/Region                  | Auszeichnungen für Musikverkäufe (Land/Region, Auszeichnung, Verkäufe) | Verkäufe  |
| ---------------------------- | ---------------------------------------------------------------------- | --------- |
| Australien (ARIA)            | 2× Platin                                                              | 140.000   |
| Belgien (BRMA)               | Gold                                                                   | 15.000    |
| Kanada (MC)                  | 3× Platin                                                              | 240.000   |
| Dänemark (IFPI)              | Platin                                                                 | 90.000    |
| Deutschland (BVMI)           | 3× Gold                                                                | 600.000   |
| Frankreich (SNEP)            | Diamant                                                                | 333.333   |
| Italien (FIMI)               | Platin                                                                 | 100.000   |
| Neuseeland (RMNZ)            | 2× Platin                                                              | 60.000    |
| Norwegen (IFPI)              | 2× Platin                                                              | 120.000   |
| Österreich (IFPI)            | Gold                                                                   | 15.000    |
| Polen (ZPAV)                 | 3× Platin                                                              | 60.000    |
| Portugal (AFP)               | Gold                                                                   | 5.000     |
| Schweden (IFPI)              | Platin                                                                 | 80.000    |
| Schweiz (IFPI)               | Platin                                                                 | 20.000    |
| Spanien (Promusicae)         | Gold                                                                   | 30.000    |
| Vereinigte Staaten (RIAA)    | 3× Platin                                                              | 3.000.000 |
| Vereinigtes Königreich (BPI) | Platin                                                                 | 600.000   |
| Insgesamt                    | 5× Gold · 21× Platin · 1× Diamant ·                                    | 5.508.333 |

### Sober
| Land/Region               | Auszeichnungen für Musikverkäufe (Land/Region, Auszeichnung, Verkäufe) | Verkäufe |
| ------------------------- | ---------------------------------------------------------------------- | -------- |
| Kanada (MC)               | Gold                                                                   | 40.000   |
| Vereinigte Staaten (RIAA) | Gold                                                                   | 500.000  |
| Insgesamt                 | 2× Gold ·                                                              | 540.000  |

### 1942
| Land/Region               | Auszeichnungen für Musikverkäufe (Land/Region, Auszeichnung, Verkäufe) | Verkäufe  |
| ------------------------- | ---------------------------------------------------------------------- | --------- |
| Kanada (MC)               | Platin                                                                 | 80.000    |
| Vereinigte Staaten (RIAA) | Platin                                                                 | 1.000.000 |
| Insgesamt                 | 2× Platin ·                                                            | 1.080.000 |

### West Coast
| Land/Region               | Auszeichnungen für Musikverkäufe (Land/Region, Auszeichnung, Verkäufe) | Verkäufe |
| ------------------------- | ---------------------------------------------------------------------- | -------- |
| Vereinigte Staaten (RIAA) | Gold                                                                   | 500.000  |
| Insgesamt                 | 1× Gold ·                                                              | 500.000  |

### Wobble Up
| Land/Region               | Auszeichnungen für Musikverkäufe (Land/Region, Auszeichnung, Verkäufe) | Verkäufe |
| ------------------------- | ---------------------------------------------------------------------- | -------- |
| Vereinigte Staaten (RIAA) | Gold                                                                   | 500.000  |
| Insgesamt                 | 1× Gold ·                                                              | 500.000  |

### Still Be Friends
| Land/Region                  | Auszeichnungen für Musikverkäufe (Land/Region, Auszeichnung, Verkäufe) | Verkäufe  |
| ---------------------------- | ---------------------------------------------------------------------- | --------- |
| Kanada (MC)                  | 2× Platin                                                              | 160.000   |
| Vereinigte Staaten (RIAA)    | Platin                                                                 | 1.000.000 |
| Vereinigtes Königreich (BPI) | Silber                                                                 | 200.000   |
| Insgesamt                    | 1× Silber · 3× Platin ·                                                | 1.360.000 |

### Moana
| Land/Region | Auszeichnungen für Musikverkäufe (Land/Region, Auszeichnung, Verkäufe) | Verkäufe |
| ----------- | ---------------------------------------------------------------------- | -------- |
| Kanada (MC) | Platin                                                                 | 80.000   |
| Insgesamt   | 1× Platin ·                                                            | 80.000   |

### Share That Love
| Land/Region     | Auszeichnungen für Musikverkäufe (Land/Region, Auszeichnung, Verkäufe) | Verkäufe |
| --------------- | ---------------------------------------------------------------------- | -------- |
| Dänemark (IFPI) | 2× Platin                                                              | 180.000  |
| Insgesamt       | 2× Platin ·                                                            | 180.000  |

### Hate the Way
| Land/Region | Auszeichnungen für Musikverkäufe (Land/Region, Auszeichnung, Verkäufe) | Verkäufe |
| ----------- | ---------------------------------------------------------------------- | -------- |
| Kanada (MC) | Gold                                                                   | 40.000   |
| Insgesamt   | 1× Gold ·                                                              | 40.000   |

## Auszeichnungen nach Liedern

### Let’s Get Lost
| Land/Region               | Auszeichnungen für Musikverkäufe (Land/Region, Auszeichnung, Verkäufe) | Verkäufe  |
| ------------------------- | ---------------------------------------------------------------------- | --------- |
| Kanada (MC)               | Gold                                                                   | 40.000    |
| Vereinigte Staaten (RIAA) | Platin                                                                 | 1.000.000 |
| Insgesamt                 | 1× Gold · 1× Platin ·                                                  | 1.040.000 |

### Remember You
| Land/Region               | Auszeichnungen für Musikverkäufe (Land/Region, Auszeichnung, Verkäufe) | Verkäufe |
| ------------------------- | ---------------------------------------------------------------------- | -------- |
| Vereinigte Staaten (RIAA) | Gold                                                                   | 500.000  |
| Insgesamt                 | 1× Gold ·                                                              | 500.000  |

### 90210
| Land/Region               | Auszeichnungen für Musikverkäufe (Land/Region, Auszeichnung, Verkäufe) | Verkäufe |
| ------------------------- | ---------------------------------------------------------------------- | -------- |
| Vereinigte Staaten (RIAA) | Gold                                                                   | 500.000  |
| Insgesamt                 | 1× Gold ·                                                              | 500.000  |

### Random
| Land/Region               | Auszeichnungen für Musikverkäufe (Land/Region, Auszeichnung, Verkäufe) | Verkäufe  |
| ------------------------- | ---------------------------------------------------------------------- | --------- |
| Vereinigte Staaten (RIAA) | Platin                                                                 | 1.000.000 |
| Insgesamt                 | 1× Platin ·                                                            | 1.000.000 |

### Calm Down
| Land/Region               | Auszeichnungen für Musikverkäufe (Land/Region, Auszeichnung, Verkäufe) | Verkäufe  |
| ------------------------- | ---------------------------------------------------------------------- | --------- |
| Kanada (MC)               | Platin                                                                 | 80.000    |
| Neuseeland (RMNZ)         | Gold                                                                   | 15.000    |
| Vereinigte Staaten (RIAA) | Platin                                                                 | 1.000.000 |
| Insgesamt                 | 1× Gold · 2× Platin ·                                                  | 1.005.000 |

### One of Them
| Land/Region               | Auszeichnungen für Musikverkäufe (Land/Region, Auszeichnung, Verkäufe) | Verkäufe |
| ------------------------- | ---------------------------------------------------------------------- | -------- |
| Vereinigte Staaten (RIAA) | Gold                                                                   | 500.000  |
| Insgesamt                 | 1× Gold ·                                                              | 500.000  |

### The Plan
| Land/Region               | Auszeichnungen für Musikverkäufe (Land/Region, Auszeichnung, Verkäufe) | Verkäufe |
| ------------------------- | ---------------------------------------------------------------------- | -------- |
| Vereinigte Staaten (RIAA) | Gold                                                                   | 500.000  |
| Insgesamt                 | 1× Gold ·                                                              | 500.000  |

### The Beautiful & Damned
| Land/Region               | Auszeichnungen für Musikverkäufe (Land/Region, Auszeichnung, Verkäufe) | Verkäufe |
| ------------------------- | ---------------------------------------------------------------------- | -------- |
| Vereinigte Staaten (RIAA) | Gold                                                                   | 500.000  |
| Insgesamt                 | 1× Gold ·                                                              | 500.000  |

### Same Bitches
| Land/Region                  | Auszeichnungen für Musikverkäufe (Land/Region, Auszeichnung, Verkäufe) | Verkäufe  |
| ---------------------------- | ---------------------------------------------------------------------- | --------- |
| Australien (ARIA)            | Platin                                                                 | 70.000    |
| Brasilien (PMB)              | Gold                                                                   | 20.000    |
| Kanada (MC)                  | 2× Platin                                                              | 160.000   |
| Neuseeland (RMNZ)            | Gold                                                                   | 15.000    |
| Vereinigte Staaten (RIAA)    | Platin                                                                 | 1.000.000 |
| Vereinigtes Königreich (BPI) | Silber                                                                 | 200.000   |
| Insgesamt                    | 1× Silber · 2× Gold · 4× Platin ·                                      | 1.465.000 |

## Auszeichnungen nach Musikstreamings

### Good Life
| Land/Region  | Auszeichnungen für Musikverkäufe (Land/Region, Auszeichnung, Verkäufe) | Verkäufe    |
| ------------ | ---------------------------------------------------------------------- | ----------- |
| Japan (RIAJ) | Platin                                                                 | 100.000.000 |
| Insgesamt    | 1× Platin ·                                                            | 100.000.000 |

## Statistik und Quellen
| Land/RegionAuszeichnungen für Musikverkäufe (Land/Region, Auszeichnungen, Verkäufe, Quellen) | Silber     | Gold       | Platin         | Diamant  | Verkäufe   | Quellen                  |
| -------------------------------------------------------------------------------------------- | ---------- | ---------- | -------------- | -------- | ---------- | ------------------------ |
| Australien (ARIA)                                                                            | —          | —          | 11× Platin11   | —        | 770.000    | aria.com.au              |
| Belgien (BRMA)                                                                               | —          | Gold1      | Platin1        | —        | 45.000     | ultratop.be              |
| Brasilien (PMB)                                                                              | —          | Gold1      | —              | —        | 20.000     | pro-musicabr.org.br      |
| Chile (IFPI)                                                                                 | —          | —          | Platin1        | —        | 80.000     | Einzelnachweise          |
| Dänemark (IFPI)                                                                              | —          | 6× Gold6   | 6× Platin6     | —        | 670.000    | ifpi.dk                  |
| Deutschland (BVMI)                                                                           | —          | 5× Gold5   | 2× Platin2     | —        | 1.800.000  | musikindustrie.de        |
| Frankreich (SNEP)                                                                            | —          | Gold1      | —              | Diamant1 | 407.033    | snepmusique.com          |
| Italien (FIMI)                                                                               | —          | 2× Gold2   | 3× Platin3     | —        | 250.000    | fimi.it                  |
| Japan (RIAJ)                                                                                 | —          | —          | Platin1        | —        | —          | riaj.or.jp               |
| Kanada (MC)                                                                                  | —          | 9× Gold9   | 29× Platin29   | —        | 2.680.000  | musiccanada.com          |
| Mexiko (AMPROFON)                                                                            | —          | 2× Gold2   | —              | —        | 60.000     | amprofon.com.mx          |
| Neuseeland (RMNZ)                                                                            | —          | 2× Gold2   | 20× Platin20   | —        | 585.000    | radioscope.co.nz NZ2     |
| Niederlande (NVPI)                                                                           | —          | —          | Platin1        | —        | 40.000     | nvpi.nl                  |
| Norwegen (IFPI)                                                                              | —          | —          | 7× Platin7     | —        | 340.000    | ifpi.no                  |
| Österreich (IFPI)                                                                            | —          | 2× Gold2   | —              | —        | 30.000     | ifpi.at                  |
| Polen (ZPAV)                                                                                 | —          | Gold1      | 12× Platin12   | —        | 245.000    | olis.pl                  |
| Portugal (AFP)                                                                               | —          | 2× Gold2   | —              | —        | 10.000     | Einzelnachweise          |
| Schweden (IFPI)                                                                              | —          | —          | 5× Platin5     | —        | 240.000    | sverigetopplistan.se SE2 |
| Schweiz (IFPI)                                                                               | —          | Gold1      | 4× Platin4     | —        | 115.000    | hitparade.ch             |
| Spanien (Promusicae)                                                                         | —          | Gold1      | Platin1        | —        | 70.000     | elportaldemusica.es      |
| Vereinigte Staaten (RIAA)                                                                    | —          | 11× Gold11 | 39× Platin39   | —        | 44.500.000 | riaa.com                 |
| Vereinigtes Königreich (BPI)                                                                 | 6× Silber6 | Gold1      | 4× Platin4     | —        | 3.860.000  | bpi.co.uk                |
| Insgesamt                                                                                    | 6× Silber6 | 48× Gold48 | 147× Platin147 | Diamant1 |            |                          |